# Гусевский сельсовет (Бакалинский район)
Гусевский сельсове́т — упразднённая в 2008 году административно-территориальная единица и сельское поселение (тип муниципального образования) в составе Бакалинского района. Почтовый индекс — 452656. Код ОКАТО — 80207816000. Объединен с сельским поселением  Старокуручевский сельсовет.

## Состав сельсовета
село Старогусево, деревни Балчиклы, Мунча-Елга, Новогусево, Новоостанково. До 2006 года входила д. Николаевка (Закон Республики Башкортостан от 21.06.2006 № 329-з «О внесении изменений в административно-территориальное устройство Республики Башкортостан в связи с образованием, объединением, упразднением и изменением статуса населенных пунктов, переносом административных центров», ст. 9).

## История
Закон Республики Башкортостан от 19.11.2008 N 49-з «Об изменениях в административно-территориальном устройстве Республики Башкортостан в связи с объединением отдельных сельсоветов и передачей населённых пунктов», ст.1, п.6) е) гласил:

 "Внести следующие изменения в административно-территориальное устройство Республики Башкортостан:
 объединить Старокуручевский, Гусевский и Килькабызовский сельсоветы с
сохранением наименования «Старокуручевский» с административным центром в
селе Старокуручево.
Включить село Старогусево, деревни Балчиклы, Мунча-Елга, Новогусево, Новоостанково Гусевского сельсовета, сёла Килькабызово, Куруч-Каран
Килькабызовского сельсовета в состав Старокуручевского сельсовета.

Утвердить границы Старокуручевского сельсовета согласно представленной схематической карте.

Исключить из учётных данных Гусевский и Килькабызовский сельсоветы 

## Географическое положение
На 2008 год граничил с муниципальным образованиям: Михайловский сельсовет, районами Шаранский и Чекмагушевский («Закон Республики Башкортостан от 17.12.2004 N 126-з (ред. от 19.11.2008) „О границах, статусе и административных центрах муниципальных образований в Республике Башкортостан“»).